# Gypsy & The Cat
Gypsy & The Cat er en electro pop-duo fra Australien. Duoen består af Xavier Bacash & Lionel Towers.